# AZS Olsztyn w sezonie 2002/2003

## Transfery

### Przyszli
| Imię i nazwisko | Poprzedni klub   |
| --------------- | ---------------- |
| Steffen Busse   | VV Leipzig       |
| Piotr Poskrobko | Stolarka Wołomin |
| Mark Siebeck    | VV Leipzig       |
| Mariusz Sordyl  | Stolarka Wołomin |
| Mariusz Szyszko | Tourcoing LM     |

### Odeszli
| Imię i nazwisko       | Nowy klub                          |
| --------------------- | ---------------------------------- |
| Piotr Kempisty        | AZS WSPol. Szczytno                |
| Adam Kurian           | AZS WSPol. Szczytno (wypożyczenie) |
| Jesper Petersen       | DHG Odense                         |
| Artur Pieśniak        | ?                                  |
| Donald Suxho          | bez klubu                          |
| Paweł Szabelski       | AZS WSPol. Szczytno                |
| Wojciech Szczurkowski | AZS Politechnika Warszawska        |
| Krzysztof Śmigiel     | Gwardia Wrocław                    |
| Siergiej Żywołożny    | Energia Sosnowiec                  |

## Drużyna

### Sztab
| Pierwszy trener | Wojciech Drzyzga    |
| Drugi trener    | Andrzej Grygołowicz |

### Zawodnicy
| Nr. | Imię i nazwisko     | Data urodzenia            | Wzrost | Pozycja      |
| --- | ------------------- | ------------------------- | ------ | ------------ |
| 1   | Tomasz Kowalczyk    | 15 marca 1976(dts)        | 198 cm | środkowy     |
| 2   | Wojciech Grzyb      | 4 stycznia 1981(dts)      | 205 cm | środkowy     |
| 4   | Mariusz Szyszko     | 8 marca 1969(dts)         | 188 cm | rozgrywający |
| 5   | Maciej Dobrowolski  | 19 marca 1977(dts)        | 190 cm | rozgrywający |
| 6   | Piotr Poskrobko     | 7 lipca 1973(dts)         | 196 cm | libero       |
| 7   | Paweł Kuciński      | 15 marca 1973(dts)        | 193 cm | przyjmujący  |
| 10  | Steffen Busse       | 19 kwietnia 1975(dts)     | 203 cm | przyjmujący  |
| 11  | Łukasz Kadziewicz   | 20 września 1980(dts)     | 206 cm | środkowy     |
| 12  | Mark Siebeck        | 14 października 1975(dts) | 195 cm | przyjmujący  |
| 14  | Paweł Siezieniewski | 27 grudnia 1981(dts)      | 198 cm | przyjmujący  |
| 15  | Mariusz Sordyl      | 27 listopada 1969(dts)    | 200 cm | atakujący    |
| 18  | Michał Chadała      | 15 października 1977(dts) | 196 cm | przyjmujący  |

## Mecze w Polskiej Lidze Siatkówki

### Faza zasadnicza
| 26.10.2002 | KS Ivett Jastrzębie Borynia | 3:1 (27:25, 21:25, 25:19, 25:15) | PZU AZS Olsztyn |

| 30.10.2002 | PZU AZS Olsztyn | 3:2 (29:31, 23:25, 25:13, 25:19, 15:13) | KS Gwardia Wrocław |

| 09.11.2002 | KP - Polska Energia SSA Sosnowiec | 3:1 (25:12, 27:29, 25:20, 27:25) | PZU AZS Olsztyn |

| 16.11.2002 | GTPS Gorzów Wielkopolski | 2:3 (25:23, 20:25, 25:20, 19:25, 12:15) | PZU AZS Olsztyn |

| 23.11.2002 | PZU AZS Olsztyn | 3:0 (25:9, 25:16, 25:16) | NKS Nysa |

| 30.11.2002 | KS Morze Szczecin | 3:1 (26:24, 25:23, 27:29, 25:23) | PZU AZS Olsztyn |

| 07.12.2002 | Mostostal-Azoty SSA Kędzierzyn-Koźle | 2:3 (25:27, 25:20, 25:15, 22:25, 12:15) | PZU AZS Olsztyn |

| 14.12.2002 | Galaxia Pamapol Kafee AZS Częstochowa | 3:0 (27:25, 25:22, 25:15) | PZU AZS Olsztyn |

| 21.12.2002 | PZU AZS Olsztyn | 3:0 (25:14, 25:21, 25:16) | EKS Skra Bełchatów |

| 11.01.2003 | PZU AZS Olsztyn | 0:3 (19:25, 19:25, 22:25) | KS Ivett Jastrzębie Borynia |

| 18.01.2003 | KS Gwardia Wrocław | 3:1 (25:21, 25:22, 16:25, 25:19) | PZU AZS Olsztyn |

| 25.01.2003 | PZU AZS Olsztyn | 0:3 (22:25, 20:25, 21:25) | KP - Polska Energia SSA Sosnowiec |

| 01.02.2003 | PZU AZS Olsztyn | 3:1 (21:25, 25:14, 25:17, 25:11) | GTPS Gorzów Wielkopolski |

| 08.02.2003 | NKS Nysa | 1:3 (25:21, 28:30, 23:25, 21:25) | PZU AZS Olsztyn |

| 15.02.2003 | PZU AZS Olsztyn | 3:0 (25:10, 25:23, 25:19) | KS Morze Szczecin |

| 22.02.2003 | PZU AZS Olsztyn | 1:3 (17:25, 24:26, 25:21, 18:25) | Mostostal-Azoty SSA Kędzierzyn-Koźle |

| 01.02.2003 | PZU AZS Olsztyn | 1:3 (25:23, 20:25, 24:26, 22:25) | Galaxia Pamapol Kafee AZS Częstochowa |

| 08.03.2003 | EKS Skra Bełchatów | 1:3 (25:27, 25:21, 23:25, 24:26) | PZU AZS Olsztyn |

### Faza playoff - ćwierćfinał (do 3 zwycięstw)
| 22.03.2003 | KS Ivett Jastrzębie Borynia | 3:2 (20:25, 20:25, 25:14, 25:19, 15:11) | PZU AZS Olsztyn |

| 23.03.2003 | KS Ivett Jastrzębie Borynia | 3:0 (25:21, 25:17, 25:16) | PZU AZS Olsztyn |

| 29.03.2003 | PZU AZS Olsztyn | 3:1 (25:22, 22:25, 25:15, 29:27) | KS Ivett Jastrzębie Borynia |

| 30.03.2003 | PZU AZS Olsztyn | 3:0 (25:17, 25:15, 25:23) | KS Ivett Jastrzębie Borynia |

| 02.04.2003 | KS Ivett Jastrzębie Borynia | 3:0 (25:17, 25:19, 25:17) | PZU AZS Olsztyn |

### Faza playoff - mecze o miejsca 5-8 (do 2 zwycięstw)
| 05.04.2003 | PZU AZS Olsztyn | 3:1 (25:18, 25:18, 21:25, 25:19) | KS Gwardia Wrocław |

| 12.04.2003 | KS Gwardia Wrocław | 2:3 (25:23, 25:22, 21:25, 22:25, 13:15) | PZU AZS Olsztyn |

### Faza playoff - dwumecz o miejsce 5
| 02.05.2003 | EKS Skra Bełchatów | 3:1 (25:16, 18:25, 25:22, 29:27) | PZU AZS Olsztyn |

| 03.05.2003 | EKS Skra Bełchatów | 0:3 (22:25, 20:25, 22:25) | PZU AZS Olsztyn |